# Lao (Komki-Ipala)
Pour les articles homonymes, voir Lao.
Lao est une localité située dans le département de Komki-Ipala de la province du Kadiogo dans la région Centre au Burkina Faso.  En 2006, cette localité comptait 737 habitants dont 52,5 % de femmes.